# I Love You, Honeybear
Albums de Father John Misty
Fear Fun
(2012) Pure Comedy
(2017)
Singles
1. Bored in the USA
Sortie : 4 novembre 2014
2. Chateau Lobby #4 (in C for Two Virgins)
Sortie : 9 décembre 2014

I Love You, Honeybear est le deuxième album studio du musicien et chanteur américain Father John Misty, sorti le 9 février 2015.

## Liste des titres
Tous les morceaux ont été écrits et composés par Josh Tillman.
1. I Love You, Honeybear – 4 min 38 s
2. Chateau Lobby #4 (in C for Two Virgins) – 2 min 50 s
3. True Affection – 3 min 56 s
4. The Night Josh Tillman Came to Our Apt. – 3 min 36 s
5. When You're Smiling and Astride Me – 4 min 34 s
6. Nothing Good Ever Happens at the Goddamn Thirsty Crow – 4 min 34 s
7. Strange Encounter – 4 min 19 s
8. The Ideal Husband — 3 min 35 s
9. Bored in the USA – 4 min 22 s
10. Holy Shit – 4 min 01 s
11. I Went to the Store One Day – 4 min 26 s